# Herbert Bockhorn
Herbert Bockhorn (Kampala, 31 gennaio 1995) è un calciatore tedesco, difensore del Magdeburgo.

## Caratteristiche tecniche
È un terzino destro.

## Carriera
Dopo un percorso giovanile passato in Regionalliga con Werder Brema II, Wiedenbrück e Borussia Dortmund II, nel 2019 si trasferisce in Inghilterra fra le file dell'Huddersfield Town; debutta fra i professionisti il 13 agosto in occasione dell'incontro di Carabao Cup perso 1-0 contro il Lincoln City.
Nel 2020 si trasferisce al Bochum.

## Statistiche
Statistiche aggiornate al 6 settembre 2021.
| Stagione        | Squadra              | Campionato      | Campionato | Campionato | Coppe nazionali | Coppe nazionali | Coppe nazionali | Coppe continentali | Coppe continentali | Coppe continentali | Altre coppe | Altre coppe | Altre coppe | Totale | Totale |
| Stagione        | Squadra              | Comp            | Pres       | Reti       | Comp            | Pres            | Reti            | Comp               | Pres               | Reti               | Comp        | Pres        | Reti        | Pres   | Reti   |
| --------------- | -------------------- | --------------- | ---------- | ---------- | --------------- | --------------- | --------------- | ------------------ | ------------------ | ------------------ | ----------- | ----------- | ----------- | ------ | ------ |
| 2014-2015       | Werder Brema II      | RL              | 10         | 0          |                 | -               | -               |                    | -                  | -                  |             | -           | -           | 10     | 0      |
| 2015-2016       | Wiedenbrück          | RL              | 28         | 0          | CG              | 0               | 0               |                    | -                  | -                  |             | -           | -           | 28     | 0      |
| 2016-2017       | Borussia Dortmund II | RL              | 17         | 0          |                 | -               | -               |                    | -                  | -                  |             | -           | -           | 17     | 0      |
| 2017-2018       | Borussia Dortmund II | RL              | 28         | 7          |                 | -               | -               |                    | -                  | -                  |             | -           | -           | 28     | 7      |
| 2018-2019       | Borussia Dortmund II | RL              | 26         | 4          |                 | -               | -               |                    | -                  | -                  |             | -           | -           | 26     | 4      |
| 2019-2020       | Huddersfield Town    | FLC             | 0          | 0          | FACup+CdL       | 0+1             | 0               |                    | -                  | -                  |             | -           | -           | 1      | 0      |
| 2020-2021       | Bochum               | 2L              | 24         | 1          | CG              | 2               | 0               |                    | -                  | -                  |             | -           | -           | 26     | 1      |
| 2021-2022       | Bochum               | BL              | 4          | 0          | CG              | 0               | 0               |                    | -                  | -                  |             | -           | -           | 4      | 0      |
| Totale carriera | Totale carriera      | Totale carriera | 137        | 12         |                 | 3               | 0               |                    | -                  | -                  |             | -           | -           | 140    | 12     |

## Palmarès

### Club

#### Competizioni nazionali
- Campionato tedesco di seconda divisione: 1

Bochum: 2020-2021